# Alice Tumler

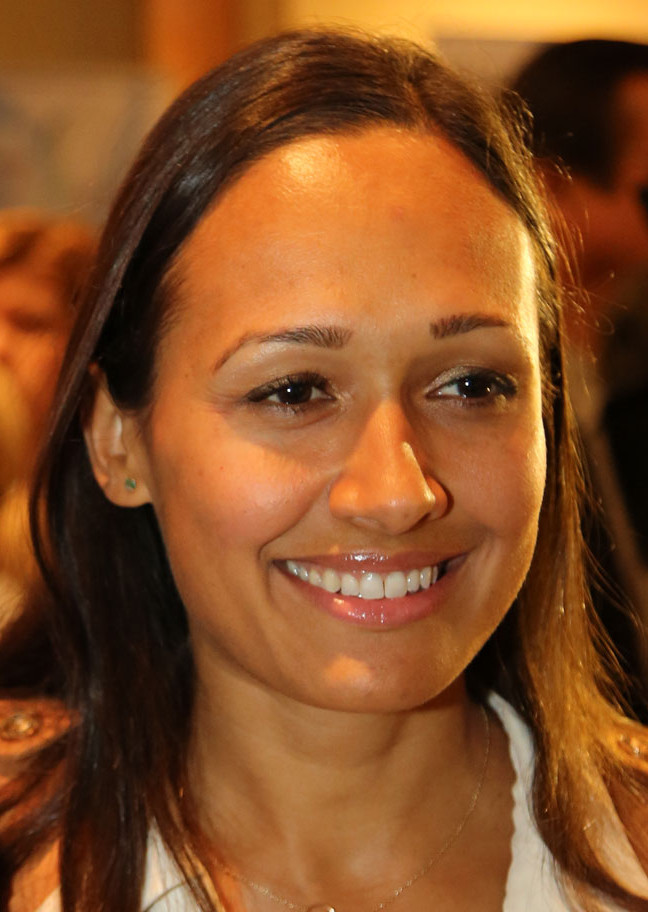
Alice Tumler (2015)

Alice Tumler (* 11. November 1978 in Innsbruck) ist eine österreichische Fernsehmoderatorin.

## Leben und Karriere
Alice Tumler wurde als Tochter eines österreichischen Vaters und einer französischen Mutter aus Martinique in Innsbruck geboren. Im Alter von 19 Jahren zog sie nach London, wo sie Journalismus, Medien und Soziologie studierte. Nach dem Studienabschluss zog sie nach Paris, wo sie an der Schauspielschule Cours Florent Kurse besuchte. Nach den Studien folgten Aufenthalte in Italien und auf den Antillen. Dort moderierte sie unter anderem eine Radiosendung. Tumlers Karriere als Fernsehmoderatorin begann beim französischen Musiksender TraceTV. Ein weiteres Engagement brachte sie zu ARTE. Ab 2013 moderierte sie das ORF-Format Die große Chance. Im Mai 2015 moderierte sie gemeinsam mit Mirjam Weichselbraun und Arabella Kiesbauer den 60. Eurovision Song Contest in der Wiener Stadthalle.
Im Oktober 2015 wurde sie von Landeshauptmann Günther Platter als Tirolerin des Jahres ausgezeichnet.
Gemeinsam mit Kommunikations- und Unternehmensberaterin Karin Singer-Golliasch gründet sie Das Frauen Atelier.

### Persönliches
Alice Tumler spricht Deutsch, Englisch, Französisch, Italienisch, Spanisch und Portugiesisch.
Sie ist Mutter zweier Töchter (* 2011, 2016) und lebte zuletzt, bis zu ihrer Rückkehr nach Österreich, mit ihrem französischen Lebensgefährten Francis Nyock in Lyon.